# Binnendüne Waltersberge
Binnendüne Waltersberge este o arie protejată (arie specială de conservare — SAC, sit de importanță comunitară — SCI) din Germania întinsă pe o suprafață de 13,97 ha, integral pe uscat.

## Localizare
Centrul sitului Binnendüne Waltersberge este situat la coordonatele 52°16′02″N 13°57′21″E / 52.2672°N 13.9558°E.

## Înființare
Situl Binnendüne Waltersberge a fost declarat sit de importanță comunitară în septembrie 2000 pentru a proteja un număr necunoscut de specii din flora spontană și fauna sălbatică aflate în arealul zonei. Situl a fost protejat și ca arie specială de conservare în mai 1990.

## Biodiversitate
Situată în ecoregiunea continentală, aria protejată conține 3 habitate naturale: Vegetație psamofilă uscată cu Calluna și Genista, Vegetație psamofilă uscată cu pășuni deschise de Corynephorus și Agrostis, Pajiști calcaroase din nisipuri xerice.
La baza desemnării sitului se află un număr nedeclarat de specii protejate:
Pe lângă speciile protejate, pe teritoriul sitului au mai fost identificate 6 specii de plante.